# Manuel Paulo
Manuel Paulo Manso Felgueiras e Sousa é um músico e compositor português.

## Biografia
Fez parte do grupo de Rui Veloso como pianista  entre 1983 e 1994. Colaborou ainda com Jorge Palma; Nos projectos Rio Grande, Cabeças no ar, produziu e dirigiu gravações de vários artistas, entre os quais, Mísia, Ana Sofia Varela, Mafalda Veiga. Voz e guitarra I e Voz e guitarra II 
Direcção musical das peças musicais, Cabeças no ar e Assobio da Cobra, compositor da banda sonora dos filmes O Ilhéu de Contenda (1996) e Serenidade (1987), assim como das séries de televisão Bocage (2006), O Dia do Regícidio em 2007, A Mulher do Senhor Ministro (1994) e Claxon (1991), entre outras. 
Em 1994, funda com João Gil e João Monge o grupo Ala dos Namorados, no qual se mantém até hoje, e do qual, em parceria com João Monge, é compositor. Grava em nome próprio o disco ASSOBIO DA COBRA, que é fora da Ala dos Namorados, o seu primeiro álbum de originais.
Em 2008 juntou-se a Paulo Ramos, Mário Delgado, Zé Nabo e Alexandre Frazão para formar um projecto musical chamado Led On: The Led Zeppelin Attitude Band, que se debruçava em tocar músicas dos Led Zeppelin. O grupo actuou na Festa do Avante.
Em 2004/2005, faz a direcção da peça musical, CABEÇAS NO AR, da autoria de Carlos Tê e música de João Gil e Rui Veloso. A peça, com encenação de Adriano Luz, esteve em cena no Teatro São Luís em Janeiro e Fevereiro de 2005. 
Em 2006, dirige a peça ASSOBIO da COBRA, com música sua, letras de João Monge e texto de Nuno Costa Santos. Com encenação de Adriano Luz, a peça esteve em cena em Outubro e Novembro de 2006 no Teatro S. Luís em Lisboa.
Em 2009, grava com Nancy Vieira o CD Pássaro Cego, com música sua e letras de João Monge.
Em 2011 compõe com Carlos Tê, as canções que dariam origem à peça musical MISSA DO GALO, com texto de Carlos Tê. A peça esteve em cena em Março e Abril de 2011 no Teatro Constantino Nery em Matosinhos. Repôs no ano seguinte também no Constantino Nery, esteve em cena no teatro da Trindade em Lisboa, no Theatro Circo em Braga e no Teatro Joaquim Benite em Almada. A encenação foi de Luisa Pinto e a produção foi do Teatro Constantino Nery.
Em 2013, compõe com José Fialho Gouveia as canções da banda sonora da peça Amarrada à tua mão, que esteve em cena no Teatro da Terra.
Em 2013, com Nuno Guerreiro reactiva  a ALA dos NAMORADOS com quem grava o CD Razão de Ser em 2013 e Felicidade em 2014.

## Discografia
Entre a sua discografia encontram-se: 
Ala dos Namorados
1994 - Ala dos Namorados
1995 - Por minha dama
1997 - Alma
1998 - Solta-se o beijo
2000 - Cristal
2003 - Ao vivo no S. Luis  CD/DVD
2007 - Mentiroso Normal
2013 - Razão de ser
2014 - Felicidade
Participações:
1982 - Acto Contínuo (Jorge Palma)
1983 - Guardador de Margens  (Rui Veloso)
1987 - Rui Veloso  (Rui Veloso)
1988 - Ao vivo no Coliseu  (Rui Veloso)
1990 - Mingos e os Samurais  (Rui Veloso)
1991 - Auto da Pimenta  (Rui Veloso)
1995 - Tanto menos tanto mais - (Mísia)
1998 - Ao vivo  (Rio Grande)
1999 - Tatuagem (Mafalda Veiga)
2002 - Cabeças no ar  (Cabeças no ar)
2003 - Acústico -  (Rui Veloso)
2009 - Estádio do Restelo ao vivo  CD/DVD   (Xutos e Pontapés)
Em nome próprio:
2004 - O assobio da Cobra
2009 - Pássaro Cego
2011 - Missa do Galo
2014 - Amarrada à tua mão 
2022 - O Assobio da Cobra 2 